# Clima da Espanha

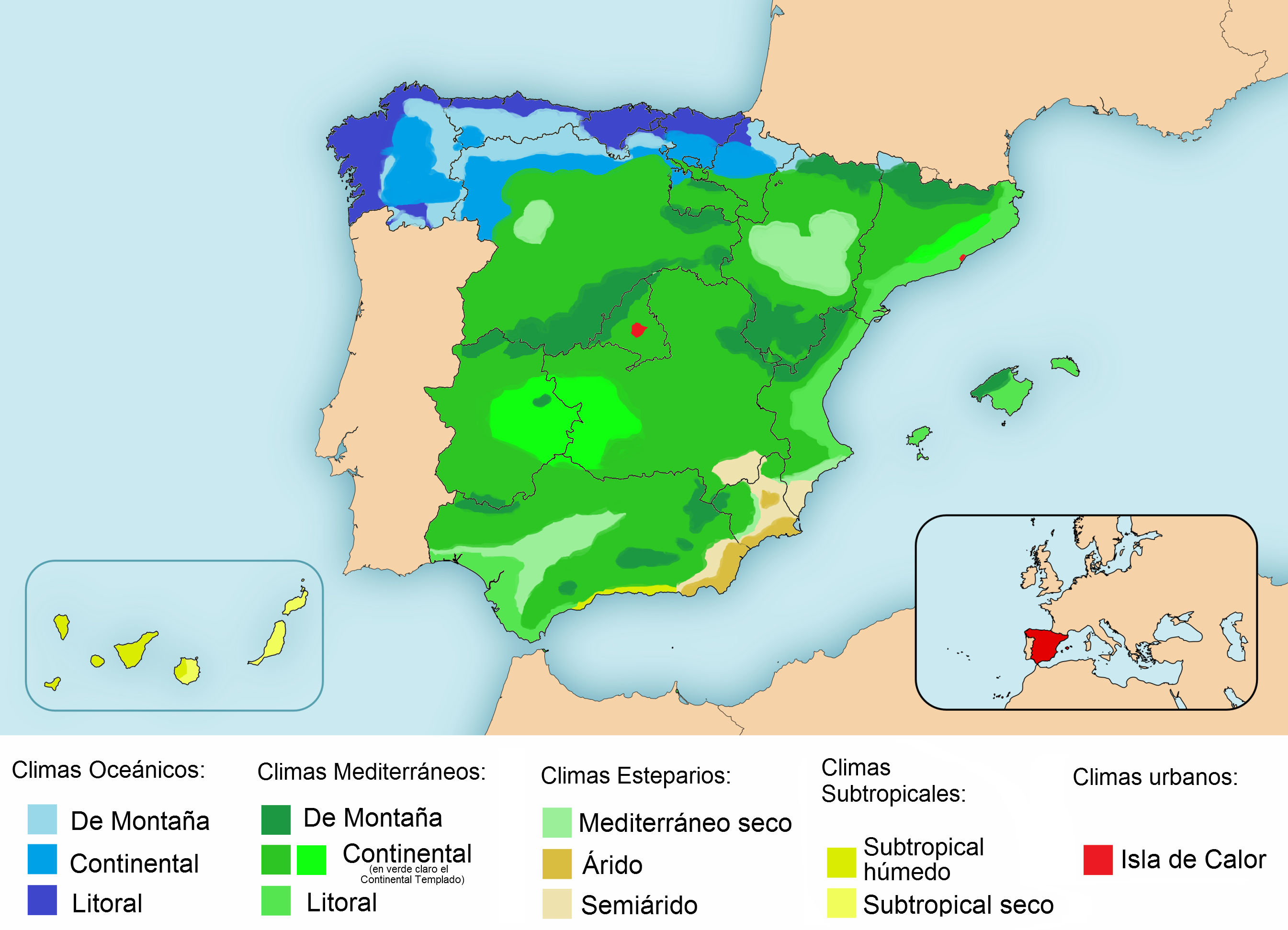
Clima da Espanha

O clima da Espanha é muito variado devido à posição latitudinal e pelas próprias características de seu território.
A Península Ibérica se localiza em um lugar destacado dentro da circulação geral atmosférica, que não permanece estática sendo que existem vários movimentos de norte a sul, segundo a estação climática. A Península tem influências de diferentes massas de ar que vêm a ter características próprias, havendo frias ou quentes ou úmidas ou secas. A Península se encontra em uma zona temperada, não tendo características climáticas homogêneas ao serem zonas de mistura entre zonas de ar quente e frio (subtropicais e polares).
A orografia variada da Espanha, assim como sua situação geográfica, em latitudes médias da zona temperada do Hemisfério Norte, faz com que o país tenha uma notável diversidade climática. Assim passamos de lugares com suaves temperaturas, em torno de 15 °C, a outros que superam 40 °C, sobre todo o verão, e de locais onde a precipitação anual não supera os 150 milímetros por ano, enquanto em outros há uma superação de mais de 2500 mm anuais.
Portanto, há uma série de considerações gerais que podem ser resumidas de acordo com os seguintes pontos:
- As temperaturas diminuem progressivamente desde os litorais até o interior. Por exemplo, as temperaturas médias do vale do Rio Guadalquivir oscilam em torno dos 17-18 °C, enquanto nas terras do vale do Ebro, sobre os 14 °C;
- Nas terras do interior, os valores variam do nascente ao poente;
- As temperaturas variam do norte ao sul. Na parte setentrional da Meseta, os valores estão entre 10 °C, e na zona meridional, entre 12-15 °C;
- Janeiro é o mês com a temperatura mais baixa, enquanto em agosto as temperaturas são as mais altas;
- As temperaturas das águas do Mar Mediterrâneo são mais altas comparando-as às do Cantábrico. No primeiro, as temperaturas são situadas entre 15-18 °C. No segundo, situam-se aos 14 °C.
- A amplitude térmica é maior no interior da Meseta, onde em ocasiões alcança os 20 °C, e entre o mês mais quente e o mais frio apenas há uma variação de 5 °C.